# Tomàs Vidal Bendito
Tomàs Vidal Bendito   (Maó, 1941 - Palma, 24 de febrer de 2019) fou un geògraf menorquí que centrà els seus estudis en la geografia agrària i de la població.
Es llicencià per la Universitat de Barcelona el 1966, on poc després començà a exercir de professor. El 1974 es doctorà amb una tesi en la qual va tractar el despoblament del camp a Catalunya. Ha publicat estudis sobre moviments migratoris, transició demogràfica i tècniques d'anàlisi demogràfic. Va ser fundador de l'Institut Menorquí d'Estudis, del que en va ser president del Consell Científic durant 16 anys, i coautor de l'Enciclopèdia de Menorca.